# Brian Burke
Brian P. Burke, född 30 juni 1955 i Providence i Rhode Island, är en amerikansk-kanadensisk befattningshavare som är president för ishockeyverksamheten för Pittsburgh Penguins i National Hockey League (NHL). Burke har tidigare varit general manager för Hartford Whalers, Vancouver Canucks, Mighty Ducks of Anaheim, Anaheim Ducks, Toronto Maple Leafs och Calgary Flames.
Som general manager för Anaheim Ducks vann Burke Stanley Cup 2007. Han var även general manager för det amerikanska landslaget under OS 2010 i Vancouver.

## Spelare
Brian Bruke föddes i Providence i Rhode Island, men växte upp i Edina i Minnesota. Burke tog examen från Providence College 1977 efter att ha spelat ishockey för skolans lag samt sju matcher i AHL för Springfield Indians. Inför säsongen 1977–1978 skrev Burke på för NHL-laget Philadelphia Flyers och spelade för Flyers farmarlag Maine Mariners i AHL där han var med och vann Calder Cup 1978.

## NHL
Efter att han avslutade sin spelarkarriär studerade han på Harvard Law School och avlade en juris doktor. 1987 anställdes Burke av Vancouver Canucks organisation där han arbetade som vice president för general manager Pat Quinn. Inför säsongen 1992–1993 lämnade Burke Vancouver för jobbet som general manager för Hartford Whalers. Burke anställde Paul Holmgren som lagets tränare men Whalers spelade endast ihop 58 poäng på 84 matcher och missade slutspelet. Burke hann även välja Chris Pronger som andre spelare totalt i NHL-draften 1993 innan han lämnade Whalers efter ett år för arbeta för NHL och ligans kommissionär Gary Bettman.
1998 utsågs Burke till ny general manager för Vancouver Canucks. 1999 valde han Daniel och Henrik Sedin som andre respektive tredje spelare totalt i NHL-draften. Burke stannade som Vancouver Canucks general manager fram till och med 2004 då organisationen inte förlängde hans kontrakt. Från 2005 till 2008 var Burke general manager för Anaheim Ducks. 2007 vann han Stanley Cup med Ducks sedan klubben besegrat Ottawa Senators i finalen med 4-1 i matcher.
Mellan 29 november 2008 och 9 januari 2013 var Burke general manager för Toronto Maple Leafs.